# Дреновац (Клина)
Дреновац (алб. Drenoci/Fushdrin dhe Thanisht) је насељено место у општини Клина, на Косову и Метохији. Према попису становништва из 2011. у насељу је живело 440 становника.

## Положај
Село се налази на магистралном путу Пећ-Приштина, удаљено неколико километара од места Клине и 18 km југоисточно од Пећи. Аутопут Пећ-Приштина пресеца село на два дела. Горњи део села је у изразитој стрмини док се други део села спушта у равницу поред Пећке Бистрице.

## Историја
На брду изнад села, у пределу Црквине, налази се огроман храстов пањ. На њему и данас када је "тежак светак" пале свећу. Кажу да је ту била црква Свете Богородице „Света Пречиста” и да су се до 70их година прошлог века сачували њени трагови. У центру села постоји огроман храст, он је заштитник села. Под њим се на Спасовдан поставља "софра" кад носе крста. Преписују му чудотворну моћ: једноме је, који је изломио суву гранчицу изгорела кућа, а други, који је покушао да га сече, се посекао па рана није хтела да му зарасте. Помињу им и имена.
18. јуна 1999. године, 109 српских и 11 других породица неалбанаца, укупно 456 становника, напустило је село.

## Становништво
Према попису из 2011. године, Дреновац има следећи етнички састав становништва:
| Националност | 2011.        |
| Албанци      | 438 (99,55%) |
| недоступно   | 2 (0,45%)    |
| Укупно       | 440          |

| Демографија | Демографија | Демографија |
| Година      | Становника  | Становника  |
| ----------- | ----------- | ----------- |
| 1948.       | 663         |             |
| 1953.       | 733         |             |
| 1961.       | 779         |             |
| 1971.       | 851         |             |
| 1981.       | 1.016       |             |
| 1991.       | 1.123       |             |
| 2011.       | 440         |             |

### Презимена
80их година 20ог века у селу је било 62 српске куће и око 20 албанских. Дванаест кућа (породица Богићевић; раније презиме Гаџић) чува предање да су пореклом из Гацког, а остале породице уколико нешто знају о свом пореклу наводе да су из Црне Горе: Велике, Шекулара, Бјелопавлића, а најчешће кажу да су негде из Црне Горе и да су се доселили у турско време или пре њега.

## Привреда
Мештани се претежно баве земљорадњом.

## Школство
Село има осморазредну основну школу.